# Sant’Angelo di Brolo
Sant’Angelo di Brolo település Olaszországban, Szicília régióban, Messina megyében. Lakosainak száma 2760 fő (2023. január 1.). Sant’Angelo di Brolo Ficarra, Gioiosa Marea, Librizzi, Piraino, Raccuja, San Piero Patti, Brolo, Montagnareale és Sinagra községekkel határos.

## Népesség
A település lakossága az elmúlt években az alábbi módon változott:
| Lakosok száma | 3039 | 2983 | 2760 |
|               | 2017 | 2018 | 2023 |